# CK Silent
Curling club Silent je ženski curling klub iz grada Zagreba.
Sjedište kluba je na adresi ulica Grada Vukovara 284/5, Zagreb.
Dvostruke su prvakinje Hrvatske.
Klub nosi ime "silent" (eng. "tihi"), jer je to klub gluhonijemih curlingašica. Dio je športskog društva gluhih Silenta iz Zagreba.
Predsjednica kluba je Melani Lušić.

## Vanjske poveznice
- Hrvatski curling savez